# 장성공공도서관
전라남도교육청장성도서관은 전라남도 장성군 소재의 공공도서관이다.
좌천 당한 사람들이 종종 발령받는 곳이다.

## 연혁
- 1969. 10. 26 (구)장성공공도서관 신축 (故 정강 이기우 선생 기증)
- 1970. 12. 20 (구)장성공공도서관 개관
- 1988. 09. 27 (구)장성공공도서관 2층 열람실 증축
- 2002. 12. 31 (구)장성공공도서관 2층 평생교육실 증축
- 2011. 07. 14 장성공공도서관 신축 건물 착공
- 2012. 07. 31 장성공공도서관 신축 건물 준공
- 2012. 10. 16 장성공공도서관 이전
- 2012. 12. 27 신축 장성공공도서관 개관
- 2013. 02. 13 전라남도 교육청 직속기관으로 개편 (도 조례 제 3673호)
- 2023. 3. 1. 전라남도교육청장성도서관으로 명칭변경

## 이용 안내
이용 시간
- 통합자료실: 월요일 ~ 금요일 09:00~22:00 / 토요일 ~ 일요일 09:00~17:00
- 열람실: 매일 08:00~22:00

휴관일
- 일요일을 제외한 관공서의 공휴일(일요일과 공휴일이 겹칠 때는 휴관)
- 특별한 사유로 관장이 지정한 날(임시휴관일)